# Corte suprema del Texas

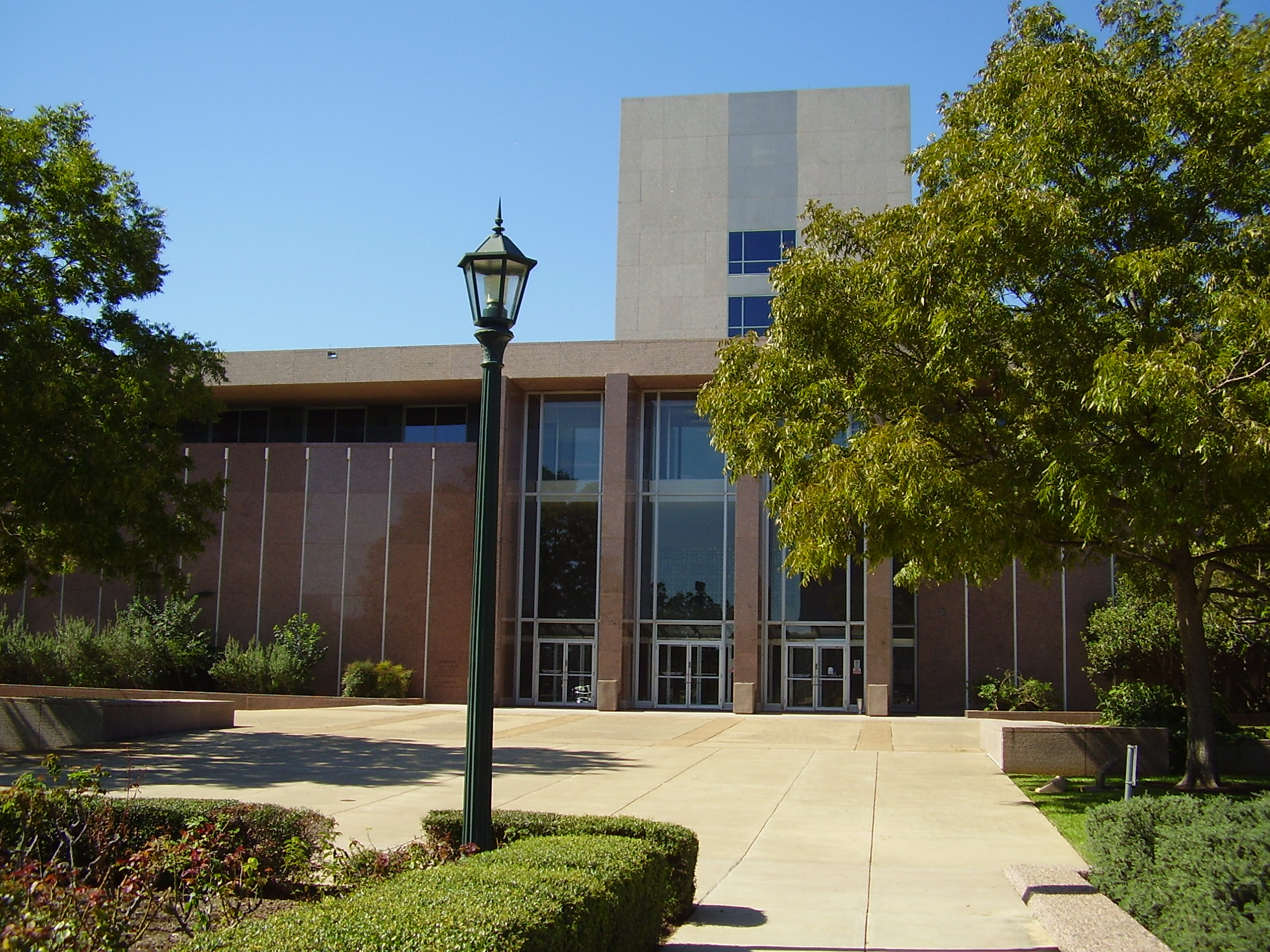
Sede della Corte suprema del Texas.

La Corte suprema del Texas (in inglese  Texas Supreme Court) è la corte suprema dello Stato del Texas per i processi civili (inclusa la delinquenza giovanile, considerata dalla legge come una questione civile e non penale). Un tribunale diverso, la Corte d'appello del Texas, si occupa invece dei processi penali.
Questa istituzione è composta da un giudice capo (Chief Justice) e da otto giudici associati (Associate Justices). La corte si riunisce ad Austin, presso il Campidoglio del Texas.